# Ali Modu Sheriff
Ali Modu Sheriff, född 1956, var guvernör i Borno, Nigeria, sedan 29 maj 2003, och omvaldes 2007 för en andra period. Han var guvernör till 2011. Sheriff representerar partiet All Nigeria Peoples Party (ANPP).